# Grijze stof

Doorsnede van halswervel
grijze stof
1 voorhoorn
2 achterhoorn
3 commisura grisea
witte stof
4 voorstreng
5 zijstreng
6 achterstrengen
7 commisura alba anterior
8 fissura mediana anterior
9 sulcis medianus posterior
10 centraal kanaal
spinale zenuwen
11 voorste wortel
12 achterste wortel
13 ganglion spinale

De grijze stof of substantia grisea is het deel van het centrale zenuwstelsel dat de cellichamen van de zenuwcellen, de dendrieten en de korte axonen bevat. De witte stof is het deel dat de lange, gemyeliniseerde axonen bevat. De grijze stof bevindt zich in de hersenen vooral, maar niet uitsluitend, aan de buitenkant, waar het de cortex cerebri, de hersenschors van de grote hersenen, en de cortex cerebelli, de schors van de kleine hersenen, vormt. De grijze stof in het ruggenmerg bevindt zich in tegenstelling tot in de hersenen juist aan de binnenkant.
De grijze stof heeft als functie het verwerken van informatie, terwijl de witte stof de communicatie tussen de zenuwcellen verzorgt. De karakteristieke grijsbruine kleur komt door het mengsel van bloedvaten en cellichamen van zenuwcellen.

## Etymologie
Het bijvoeglijke naamwoord grisea komt in het klassieke Latijn niet voor, maar is van het Franse woord voor grijs afgeleid, gris. Als alternatief worden ook substantia cana en substantia cinerea gebruikt. Het bijvoeglijke naamwoord cana komt voor in het klassieke Latijn en betekent grijs of grijsachtig wit. Het eveneens klassieke Latijn cinerea betekent askleurig.